# Segno (rivista)
Segno è una rivista bimestrale italiana di arte contemporanea, con sede a Pescara. È annoverata tra le principali testate specializzate del settore.

## Storia
Fondata nel 1976 da Umberto Sala e Lucia Spadano, oltre alle uscite periodiche ha pubblicato anche una serie di numeri monografici. Dal 1995 la rivista è presente sul web col sito ufficiale rivistasegno.eu e con il sito segnonline.it dedicato agli eventi.
La redazione è stata guidata dalla direttrice Lucia Spadano fino al 22 febbraio 2024 - data della sua scomparsa - il nuovo direttore responsabile è ora Ivan D'Alberto, il vicedirettore resta Paolo Balmas, mentre il direttore editoriale è Roberto Sala.
Nel corso degli anni hanno collaborato alla rivista Achille Bonito Oliva, Filiberto Menna, Giacinto Di Pietrantonio, Paolo Balmas, Francesca Alinovi, Vincenzo Trione.

## Progetti paralleli
La rivista ha istituito il premio Segno d'oro, una scultura realizzata appositamente in cinque esemplari da Luigi Ontani, e consegnato all'interno di Arte Fiera Bologna a Costas Varotsos nel 2007 e allo scultore Nunzio nel 2012.
Il 1 aprile 2022, durante la fiera d'arte contemporanea Miart a Milano, nello stand della Galleria Mazzoleni viene consegnato il Segno d'oro a Marinella Senatore. L'opera è stata realizzata da Costas Varotsos.
Dal 13 dicembre 2024 la rivista apre segno.es il sito in Spagna dedicato all'arte contemporanea spagnola.
Nel corso degli anni la redazione della rivista ha collezionato oltre 20.000 cataloghi di mostre in Italia e nel mondo.
Gli articoli pubblicati dalla rivista sono citati in bibliografie e in elenchi di riferimento a livello internazionale.